# Bernard Burette
Bernard Burette (* um 1670 wahrscheinlich in Paris; † nach 1726 ebenda) war ein französischer Cembalist, Komponist und Lehrer.
Über Burettes Leben ist sehr wenig bekannt, selbst seine Lebensdaten können nicht als gesichert gelten. Sein mutmaßlicher Vater Claude Burette arbeitete am Hof und war vor allem als Harfenist engagiert. Bernard selbst verkehrte in Adelskreisen, spielte Cembalo und war auch als Musiklehrer tätig. Auch von seinen Kompositionen, die teils schon programmmusikalische Züge aufweisen, sind nur wenige der Nachwelt erhalten geblieben: Es existieren einige Kantaten für Gesangssolisten und Musikinstrumente, darunter „Der Ball“ oder „Der Frühling und der Sommer“.